# Aldo di Cillo Pagotto
Aldo di Cillo Pagotto (San Paolo, 16 settembre 1949 – Fortaleza, 14 aprile 2020) è stato un arcivescovo cattolico brasiliano.
Fu vescovo di Sobral dal 1998 al 2004 e arcivescovo metropolita di Paraíba dal 2004 al 2016. Monsignor di Cillo Pagotto era considerato uno dei principali esponenti della cosiddetta "ala conservatrice" della Chiesa cattolica in Brasile. Tuttavia, nel corso del suo episcopato, fu accusato di aver accolto in diocesi religiosi accusati di abusi sessuali in altri luoghi e poi di avere perpetrato egli stesso tale crimine. Tali accuse lo portarono a dimettersi dal governo dell'arcidiocesi della Paraíba nel luglio del 2016.

## Biografia
Aldo di Cillo Pagotto nacque a San Paolo il 16 settembre 1949 da Ângelo Pagotto e Rosa di Cillo, entrambi figli di immigrati italiani. Era cugino del cardinale Agnelo Rossi.

### Formazione e ministero sacerdotale
Frequentò la scuola primaria e poi quella secondaria al liceo Pasteur di Vila Mariana e alle scuole Bandeirantes e Basílio Machado.
Studiò filosofia e teologia nel seminario diocesano "Madonna del Rosario" di Caratinga e poi nel seminario "San Pio X" della stessa città appartenente però alla Congregazione del Santissimo Sacramento. Nel 1988 fu inviato a Roma per studi. Nel 1991 conseguì la teologia in teologia dogmatica ed il baccellierato in filosofia presso la Pontificia Università Gregoriana. Frequentò anche corsi di psicologia, un corso pratico sulla vita religiosa al CETESP, corsi sulla pastorale vocazionale e corsi di lingue (francese e latino).
Il 7 settembre 1977 fu ordinato diacono e il 7 dicembre dello stesso anno fu ordinato presbitero da monsignor José Eugênio Corrêa, vescovo di Caratinga. L'8 dicembre 1985 emise i voti perpetui nella Congregazione del Santissimo Sacramento. Fu amministratore parrocchiale di Caputira e professore di teologia fondamentale al seminario diocesano di Caratinga dal 1978 al 1979; vicario parrocchiale in una parrocchia di Belo Horizonte dal 1981 al 1983; vicario parrocchiale della parrocchia di Santa Ifigenia a San Paolo dal 1983 al 1984; vicario parrocchiale della parrocchia di San Benedetto a Fortaleza dal 1985 al 1988; professore di teologia fondamentale nell'ITEP, il seminario della regione ecclesiastica Nordeste 1, dal 1985 al 1988 e dal 1991 al 1995; vicario episcopale della regione metropolitana di Fortaleza dal 1992 al 1996; vice provinciale dal 1995 al 1997 e vicario generale dell'arcidiocesi di Olinda e Recife per qualche mese nel 1997.

### Ministero episcopale
Il 10 settembre 1997 papa Giovanni Paolo II lo nominò vescovo coadiutore di Sobral. Ricevette l'ordinazione episcopale il 31 ottobre successivo dall'arcivescovo metropolita di Fortaleza Cláudio Aury Affonso Hummes, co-consacranti il vescovo di Sobral Walfrido Teixeira Vieira e quello di São Carlos Joviano de Lima Júnior. Il 18 marzo 1998 succedette alla medesima sede.
In seno alla Conferenza episcopale della regione ecclesiastica Nordeste 1 fu incaricato della dimensione ecumenica, membro della commissione per la pastorale della siccità e presidente della stessa dal 2000 al 2004.
Il 5 maggio 2004 papa Giovanni Paolo II lo nominò arcivescovo metropolita di Paraíba.
Vicino alle correnti legate al Rinnovamento carismatico cattolico, definì la sua azione pastorale come uno sforzo per salvare la famiglia e la collaborazione tra la Chiesa e lo Stato nella ricerca di politiche pubbliche che promuovessero il benessere della popolazione, attraverso azioni che considerava distanti da tendenze ideologiche.
Fu anche presidente del Consiglio di amministrazione della Pastoral da Criança.
Nel settembre del 2009 compì la visita ad limina.
In seno alla Conferenza nazionale dei vescovi del Brasile fu presidente della commissione per il servizio alla carità, giustizia e pace.
Nell'aprile del 2002 il pubblico ministero del Ceará accusò monsignor di Cillo Pagotto di aver costretto un gruppo di giovani a cambiare la loro testimonianza sul caso di abusi sessuali che vedevano coinvolto fra Luis Sebastião Thomaz, presunto autore di abusi sessuali nei confronti di ventuno ragazze a Santana do Acaraú. Nove delle presunte vittime furono sottoposte a un apposito test medico e la polizia rilevò che una di loro aveva subito uno stupro e che due avevano avuto rapporti sessuali con il frate. Il religioso era stato denunciato da bambine e adolescenti che in cambio di rapporti sessuali avrebbero ricevuto vestiti, denaro e cibo. In quell'occasione, il procuratore responsabile delle indagini, Aurélio Araújo, disse che monsignor di Cillo Pagotto, allora vescovo di Sobral, nell'interno del Ceará, si sarebbe recato a casa delle giovani e le avrebbe convinte a raccontare un'altra storia sul caso. Ciò sarebbe accaduto dopo che aveva celebrato una messa a Santana do Acaraú.
Tramite un processo canonico, l'arcidiocesi della Paraíba subì un intervento da parte della Santa Sede che aveva nominato visitatore apostolico l'allora vescovo di Garanhuns Fernando José Monteiro Guimarães. I contenuti del processo e della relazione preparata dal visitatore non furono divulgati, ma la Santa Sede nel 2015 ordinò a monsignor di Cillo Pagotto di non ordinare nuovi diaconi e presbiteri e di non accogliere sacerdoti in diocesi.
Monsignor di Cillo Pagotto sollevò molte polemiche anche a causa del suo rapporto con lo spiritismo. Scrisse la prefazione di un libro sull'argomento di Severino Celestino. Creò poi scalpore tra i vescovi della Conferenza nazionale dei vescovi del Brasile quando accettò l'invito a partecipare ad un grande evento spiritista tenutosi a San Paolo. In un'intervista concessa a un programma satellitare sullo spiritismo presentato da Alamar Régis Carvalho, monsignor di Cillo Pagotto disse di aver letto "Paulo e Estevão", un'opera sullo spiritismo di Chico Xavier.
Il 6 luglio 2016 papa Francesco accettò la sua rinuncia al governo pastorale dell'arcidiocesi. Secondo la stampa, monsignor di Cillo Pagotto era sospettato di aver accolto nella sua arcidiocesi sacerdoti e seminaristi di altre diocesi accusati di abusi sessuali. In una lettera pubblica in cui spiegava le sue dimissioni, l'arcivescovo disse che l'accoglienza di sacerdoti problematici era stata un atto di misericordia. La Santa Sede nominò amministratore apostolico il vescovo emerito di Palmares Genival Saraiva de França per la gestione temporanea dell'arcidiocesi. Monsignor di Cillo Pagotto si trasferì a Fortaleza e assunse l'incarico di vicario parrocchiale della parrocchia di San Benedetto.
Nel luglio del 2016 fu aperta una procedura investigativa penale volta a verificare le accuse di abusi sessuali contro padre João Pessoa e lo stesso monsignor di Cillo Pagotto. Il 10 novembre 2017 il Consiglio supremo del pubblico ministero della Paraíba decise di archiviare l'inchiesta con voto unanime. Secondo l'atto di archiviazione, il sacerdote e l'arcivescovo erano stati accusati di avere rapporti sessuali con adolescenti al di sotto dei 14 anni. In esso si afferma anche che le accuse non erano state confermate. Secondo i dettagli forniti dal Consiglio supremo, la procedura sarebbe stata mantenuta in tribunale, essendo la vittima minorenne al momento dell'apertura. La richiesta di archiviazione fu fatta su richiesta del relatore del caso, il procuratore Francisco Sagres. Secondo il pubblico ministero, la denuncia era prescritta dal momento che l'adolescente presumibilmente abusato non aveva presentato alcuna denuncia fino all'età di 18 anni. All'epoca dei fatti la legislazione stabiliva nell'età di 18 anni il termine di prescrizione per denunciare abusi sessuali. Il procedimento di indagine era stato avviato dal procuratore del lavoro Eduardo Varandas nel luglio del 2016. A quel tempo egli era venuto a conoscenza da parte di presunte vittime di casi di sfruttamento sessuale di bambini e adolescenti da parte di sacerdoti e seminaristi. Secondo il pubblico ministero della Paraíba la procedura si sarebbe potuta riaprire qualora fossero emersi nuovi elementi investigativi.
L'11 gennaio 2019 l'arcidiocesi della Paraíba fu condannata a pagare 12 milioni di real, una cifra pari a circa 3 229 740 di dollari statunitensi. Le vittime sarebbero state abusate sessualmente da bambini o giovani da quattro sacerdoti dell'arcidiocesi durante l'episcopato di monsignor di Cillo Pagotto. La causa passò quindi al tribunale del lavoro. Il 7 novembre successivo, dopo quasi sei ore di camera di consiglio, il tribunale regionale del lavoro della Paraíba decise di annullare la sentenza dell'11 gennaio. Secondo i giudici le prove non sarebbero sufficienti per dimostrare i crimini.
Il 30 ottobre 2007 l'Assemblea legislativa dello Stato di Paraíba gli assegnò la Medaglia papa Giovanni Paolo II. Il comune di João Pessoa gli conferì la Medaglia al Merito dalla Città di João Pessoa.
Il 13 maggio 2018 fu insignito del titolo di cittadino onorario del Ceará su proposta della deputata del Partito della Social Democrazia Brasiliana Fernanda Pessoa. La concessione del titolo avvenne durante la plenaria dell'Assemblea legislativa.
Nel 2017 gli fu diagnosticato un cancro alla prostata che in seguito si estese all'intestino crasso e, infine, a fegato e polmoni. Era già ricoverato all'ospedale Unimed, nel quartiere di São João do Tauape, a Fortaleza, quando, il 13 aprile 2020 accusò una grave insufficienza respiratoria e pertanto fu trasferito all'unità di terapia intensiva. C'era il sospetto che fosse stato contagiato dal nuovo coronavirus SARS-CoV-2 e pertanto venne sottoposto a tampone. Il giorno successivo l'arcivescovo fu colpito da embolia polmonare. Morì alle 15:40 di quel giorno all'età di 70 anni. La salma del religioso fu quindi riposta nella cella frigorifera in attesa dell'esito del tampone. Il giorno successivo fu riscontrata la positività al coronavirus. Il corpo fu quindi posto in una bara opportunamente sigillata. Le esequie si tennero il 15 aprile alle ore 17 nella chiesa di San Benedetto a Fortaleza in forma strettamente privata a causa della pandemia di COVID-19. Al termine del rito la salma fu tumulata accanto ad altri religiosi sacramentini nella cripta dello stesso edificio.

## Genealogia episcopale
La genealogia episcopale è:
- Cardinale Scipione Rebiba
- Cardinale Giulio Antonio Santori
- Cardinale Girolamo Bernerio, O.P.
- Arcivescovo Galeazzo Sanvitale
- Cardinale Ludovico Ludovisi
- Cardinale Luigi Caetani
- Cardinale Ulderico Carpegna
- Cardinale Paluzzo Paluzzi Altieri degli Albertoni
- Papa Benedetto XIII
- Papa Benedetto XIV
- Papa Clemente XIII
- Cardinale Marcantonio Colonna
- Cardinale Giacinto Sigismondo Gerdil, B.
- Cardinale Giulio Maria della Somaglia
- Cardinale Carlo Odescalchi, S.I.
- Vescovo Eugène de Mazenod, O.M.I.
- Cardinale Joseph Hippolyte Guibert, O.M.I.
- Cardinale François-Marie-Benjamin Richard de la Vergne
- Cardinale Pietro Gasparri
- Cardinale Carlo Chiarlo
- Cardinale Alfredo Vicente Scherer
- Cardinale Aloísio Leo Arlindo Lorscheider, O.F.M.
- Cardinale Cláudio Aury Affonso Hummes, O.F.M.
- Arcivescovo Aldo di Cillo Pagotto, S.S.S.